# 上党战役指挥部旧址
上党战役指挥部旧址，位于山西省长治市黎城县县城黎侯镇城内村正街，是一处山西省文物保护单位。
2016年6月6日，上党战役指挥部旧址公布为第五批山西省文物保护单位，年代为民国三十四年（1945），近现代类，编号5-166。